# جوزف کسوت
جوزف کسوت (به انگلیسی: Joseph Kosuth) (زاده ۲۱ ژانویه ۱۹۴۵) هنرمند پیشرو مجاری‌‑آمریکایی جنبش هنر مفهومی است. آثار او در مرز مشترک میان زبان و تصویر شکل می‌گیرد. در نسبت میان انتزاع و امر عینی. در اثر معروفش یک و سه صندلی، او یک صندلی واقعی و تصویرش و برگه‌ای محتوی تعریف کلمه صندلی موجود در فرهنگ لغت را کنار هم قرار می‌دهد تا مخاطب را با این پرسش رو برو کند که چه چیز چیستی صندلی را می‌سازد.